# 郭庄回族乡
郭庄回族乡，是中华人民共和国河南省南阳市镇平县下辖的一个乡镇级行政单位。

## 行政区划
郭庄回族乡下辖以下地区：
熊庄村、郭庄村、张庄村、许桥村、白杨葩村、孙楼村、团西村、团中村和团东村。